# 9819 Sangerhausen
9819 Sangerhausen è un asteroide della fascia principale. Scoperto nel 1971, presenta un'orbita caratterizzata da un semiasse maggiore pari a 2,1889535 UA e da un'eccentricità di 0,1808694, inclinata di 2,45484° rispetto all'eclittica.